# Walter Verini
Walter Verini (Città di Castello, 17 gennaio 1956) è un politico italiano, dal 13 ottobre 2022 senatore della Repubblica per il Partito Democratico, dopo esser stato deputato alla Camera dal 29 aprile 2008 al 12 ottobre 2022.

## Biografia
Nato a Città di Castello (Perugia), dove si è diplomato al liceo classico, giornalista professionista dal 1978, ha lavorato come giornalista in diversi giornali, tra cui Paese Sera e L’Unità, ed emittenti radio tv locali in Umbria, e alcuni di queste è stato direttore.
Ha diretto la testata del Partito Democratico YouDem.

### Attività politica
In Umbria ha ricoperto diversi incarichi politici-amministrativi fino al 1996, quando iniziò a collaborare con Walter Veltroni, di cui è stato capo della sua segreteria quando era ministro dei beni e delle attività culturali e vicepresidente del Consiglio dei ministri nel governo Prodi II, segretario dei Democratici di Sinistra, sindaco di Roma e infine segretario del PD.

#### Elezione a deputato
Alle elezioni politiche del 2008 si candida alla Camera dei deputati, tra le liste del Partito Democratico (PD) nella circoscrizione Umbria in terza posizione, risultando eletto per la prima volta deputato. Nel corso della XVI legislatura ha fatto parte della 14ª Commissione Politiche dell'Unione europea (2008-2010) e della 6ª Commissione Finanze (2010-2013).
Alle politiche del 2013 viene ricandidato alla Camera, tra le liste del PD nella medesima circoscrizione in quinta posizione, venendo rieletto deputato. Nella XVII legislatura della Repubblica è stato componente della 2ª Commissione Giustizia, di cui ha anche ricoperto il ruolo di capogruppo per il Partito Democratico, della Giunta per le autorizzazioni e del Comitato parlamentare per i procedimenti di accusa.
Il 20 dicembre 2014 ha presentato, assieme alla deputata PD Fabrizia Giuliani, un'interrogazione parlamentare in Commissione Giustizia sullo stato dell'accesso al patrocinio dello Stato per le vittime di violenza sessuale, maltrattamenti e atti persecutori, a prescindere dalle condizioni di reddito (vittime dei reati di cui agli articoli 572, 583-bis, 609-octies e 612-bis codice penale). All'interrogazione ha risposto il viceministro della giustizia Enrico Costa dando rendiconti degli sforzi che gli Uffici stavano svolgendo per dare compiuta attuazione alla tutela spettante agli aventi diritto all'assistenza legale erogata a carico dello Stato.
Il 22 luglio 2017 viene nominato dal segretario del PD Matteo Renzi come Responsabile con delega al Partito aperto nella segreteria nazionale del PD.

#### Rielezione alla Camera
Alle elezioni del 2018 si ricandida alla Camera, tra le liste del PD nel collegio plurinominale Umbria - 01, venendo eletto per la terza volta deputato. Nel corso della XVIII legislatura ha fatto parte della 2ª Commissione Giustizia e della Commissione parlamentare antimafia.
Nel 2018 Verini si candida alla segreteria regionale del PD in Umbria, ottenendo un sostegno trasversale tra i Dem, ma viene superato dall'ex sottosegretario all'Interno Gianpiero Bocci, vicino alla presidente della Regione Umbria Catiuscia Marini, ottenendo il 36% dei voti contro il 63% di Bocci.

#### Commissario del PD Umbro e Tesoriere del PD
Alle elezioni primarie del PD nel 2019 sostiene la mozione di Nicola Zingaretti, presidente della Regione Lazio e candidato con la carriera amministrativa più lunga alle spalle, che risulterà vincente con il 66% dei voti.
Ad aprile 2019 viene nominato commissario regionale del PD in Umbria, in seguito allo scandalo nella sanità umbra che coinvolge il PD, dal segretario del PD Zingaretti e ricoprendo l'incarico fino al 27 novembre 2020, quando viene sostituito dall'ex presidente della Regione Toscana Enrico Rossi.
Il 28 luglio 2020 viene nominato tesoriere del PD, al posto del dimissionario Luigi Zanda, nomina che, a causa della pandemia di COVID-19, viene ratificata solo il 14 marzo 2021 dall'Assemblea nazionale del PD con 775 voti favorevoli, 4 contrari, 23 astenuti.

#### Elezione a senatore
Alle elezioni politiche anticipate del 2022 viene candidato al Senato della Repubblica, per la lista elettorale Partito Democratico - Italia Democratica e Progressista nel collegio plurinominale Umbria - 01 come capolista, risultando eletto senatore. Nella XIX legislatura è segretario della 2ª Commissione Giustizia, oltreché membro della Commissione parlamentare antimafia e della Commissione parlamentare d'inchiesta sulla scomparsa di Emanuela Orlandi e Mirella Gregori.

## Controversie
Il 16 aprile 2019, negli studi di Mattino Cinque, interpellato a proposito dei recenti arresti nella sanità in Umbria, dichiara: "L’Umbria non è Casal di Principe, l’Umbria è civiltà", tale affermazione ha suscitato sdegno e indignazione, in particolare tra gli abitanti di Casal di Principe, colpiti direttamente dalle parole critiche, basate su luoghi comuni, del deputato. Il sindaco di Casal di Principe Renato Natale ha invitato Verini alla rettifica, ma questi ha invece continuato a sostenere la propria tesi, precisando: "L’Umbria non è come la Casal di Principe del passato, ai tempi dei casalesi. Quella Casal di Principe che il sindaco Renato Natale ha contribuito a bonificare e risanare guidando la città con trasparenza e passione civile". Il tentativo di porre rimedio alla frase contestata è risultato vano, tant'è che il sindaco Natale ha dichiarato: “Anche nella Casal di Principe del passato c'era chi lottava contro i criminali, ci sono ben 4 medaglie d'oro al valore civile. Non si tratta di parlare bene di me, ma di non parlare male della mia città. Penso che dovrebbe solo con umiltà riconoscere di aver detto una stupidaggine”.